# Upington
Upington ist eine Stadt in der Lokalgemeinde Dawid Kruiper im Distrikt ZF Mgcawu der südafrikanischen Provinz Nordkap. 2011 hatte sie 57.220 Einwohner. Upington ist nach Thomas Upington benannt, der von 1884 bis 1886 Premierminister der Kapkolonie war.
Upington entwickelte sich aus der 1871 gegründeten Missionsstation Olijvenhoutsdrift. Im Zusammenhang mit dem Besuch des Premierministers der Kapkolonie, Thomas Upington, wurde die Ortschaft 1884 nach ihm benannt. Den Stadtstatus erhielt sie 1898. In der Sprache der Khoikhoi wird der Ort Kharaes genannt.

## Klima
Der durchschnittliche jährliche Niederschlag liegt bei nur 188 mm. Die durchschnittlichen Temperaturminima liegen im Sommer bei 17,8 °C, im Winter bei 3,2 °C; die Maxima liegen im Sommer bei 34,6 °C und im Winter bei 20,6 °C.
|                       | Jan  | Feb  | Mär  | Apr  | Mai  | Jun  | Jul  | Aug  | Sep  | Okt  | Nov  | Dez  |   |      |
| Mittl. Tagesmax. (°C) | 35,5 | 34,4 | 32,1 | 27,8 | 24,0 | 20,5 | 20,8 | 22,9 | 26,8 | 29,6 | 32,7 | 34,7 | ⌀ | 28,5 |
| Mittl. Tagesmin. (°C) | 19,8 | 19,5 | 17,8 | 13,3 | 8,3  | 4,8  | 4,1  | 5,6  | 9,4  | 12,9 | 16,3 | 18,6 | ⌀ | 12,5 |
|                       |      |      |      |      |      |      |      |      |      |      |      |      |   |      |
| Niederschlag (mm)     | 24   | 36   | 35   | 26   | 10   | 4    | 2    | 4    | 4    | 9    | 17   | 17   | Σ | 188  |
|                       |      |      |      |      |      |      |      |      |      |      |      |      |   |      |
| Sonnenstunden (h/d)   | 11,4 | 10,6 | 9,6  | 9,5  | 9,4  | 9,0  | 9,4  | 9,9  | 10,0 | 10,6 | 11,5 | 11,8 | ⌀ | 10,2 |
|                       |      |      |      |      |      |      |      |      |      |      |      |      |   |      |
| Regentage (d)         | 2,9  | 3,5  | 4,1  | 2,6  | 1,6  | 0,8  | 0,5  | 0,5  | 0,6  | 1,7  | 2,0  | 1,9  | Σ | 22,7 |
|                       |      |      |      |      |      |      |      |      |      |      |      |      |   |      |
| Luftfeuchtigkeit (%)  | 33   | 39   | 44   | 49   | 49   | 50   | 45   | 39   | 35   | 33   | 31   | 30   | ⌀ | 39,7 |

| 19,8 |

| 19,5 |

| 17,8 |

| 13,3 |

| 8,3 |

| 4,8 |

| 4,1 |

| 5,6 |

| 9,4 |

| 12,9 |

| 16,3 |

| 18,6 |

| 19,8 |

| 19,5 |

| 17,8 |

| 13,3 |

| 8,3 |

| 4,8 |

| 4,1 |

| 5,6 |

| 9,4 |

| 12,9 |

| 16,3 |

| 18,6 |

## Wirtschaft

### Landwirtschaft
Upington liegt am Rande der Kalahari-Wüste, dank der Versorgung mit Wasser aus dem Oranje-Fluss können aber Weizen, Gemüse und Weintrauben angebaut werden.

### Tourismus
Beliebte Ziele sind die 120 km westlich gelegenen Augrabiesfälle und der 260 km nördlich gelegene Kgalagadi Transfrontier Park.
Upington gilt als Tor zur Kalahari, da sich Touristen hier noch einmal mit Proviant versorgen können. Obwohl in Upington zur Sommerzeit oft Temperaturen über 40 Grad erreicht werden, bietet die Stadt durch ausgedehnte Grünflächen einen Kontrast zur trockenen Kalahari.
Sehenswert in Upington ist besonders die alte, am Oranje-Fluss gelegene Missionsstation, in welcher heute das Heimatmuseum Kalahari Oranje Museum untergebracht ist.

## Verkehr

### Flughafen
Der 1968 unter dem Namen Pierre van Ryneveld Airport eröffnete Flughafen von Upington (IATA-Code UTN) diente zwischen 1976 und 1996 als Tankstopp für die Flugzeuge der South African Airways auf den Strecken von und nach Europa, da die Fluggesellschaft auf dem afrikanischen Kontinent sonst fast keine Überflug- oder Landerechte hatte.
Eine der Landebahnen des Flughafens ist mit 4900 Metern die längste Landebahn eines Zivilflughafens auf der Südhalbkugel und könnte daher sogar als mögliche Landebahn für das Space Shuttle dienen.

### Straßenverkehr
In Upington kreuzen sich die beiden Fernstraßen N10 und N14.

## Bildung und Wissenschaft
Die Vaal University of Technology unterhält in Upington einen Campusbereich, der seit 1995 besteht, um das universitäre Bildungsangebot in den nördlichen, ländlichen Regionen der Provinz Northern Cape zu verbessern. Es werden Abschlüsse in Agrarwirtschaft, Tourismus- und Marketingmanagement, Einzelhandel und Buchhaltung sowie Personalwirtschaft angeboten.
Das Council for Geoscience, die geowissenschaftliche Fachbehörde Südafrikas, unterhält hier eine Dienststelle.

## Städtepartnerschaften
- Keetmanshoop, seit September 2018[8]

## Söhne und Töchter der Stadt
- Andreas Jacobus Liebenberg (1938–1998), südafrikanischer General
- Alice Krige (* 1954), südafrikanische Schauspielerin
- Reggie Diergaardt (* 1957), namibischer Politiker